# Torrente – glupa ruka pravde
Torrente – glupa ruka pravde (špa. Torrente, el brazo tonto de la ley) španjolska je crnohumorna akcijska komedija iz 1998. godine. Naslovnu ulogu u filmu tumači Santiago Segura, koji ga je režirao i za njega napisao scenarij. 

## Radnja
Torrente je lijena, neotesana pijanica, seksist, rasist i ekstremno desničarski bivši madridski policajac. Bezobziran je prema drugima i brine samo o sebi. Živi u ruševnoj sirotinjskoj četvrti s ocem invalidom, kojeg tretira prilično loše.
Jednog dana u susjedstvo se doseli nova obitelj s mladom i zgodnom nećakinjom koja mu zapne za oko. Sprijatelji se s njenim rođakom Rafijem kako bi joj se približio. Istovremeno otkriva bandu trgovaca drogom u obližnjem kineskom restoranu i kreće u razotkrivanje narko lanca kako bi povratio izgubljeni ugled u madridskoj policiji. Jedini na čiju pomoć može računati su Rafi i njegovi blesavi prijatelji.

## Glumci
- Santiago Segura kao Jose Luis Torrente
- Javier Cámara kao Rafi
- Chus Lampreave kao Reme
- Neus Asensi kao Amparo
- Manuel Manquiña kao El Francés
- Luis Cuenca kao Barman
- Tony Leblanc kao Felipe Torrente
- Espartaco Santoni kao Mendoza
- Julio Sanjuán kao Malaguita
- Jimmy Barnatán kao Toneti
- El Gran Wyoming kao Comisario

## Reakcije

### Zarada
Španjolska premijera održana je 13. ožujka 1998. s 130 projekcija. O popularnosti filma u Španjolskoj najbolje govori podatak da je u srpnju još uvijek imao 76 projekcija dnevno. Film je postao društveni fenomen te je dosegao mitsku granicu od tri milijuna gledatelja. Santiago Segura je postao jedan od najpopularnijih ljudi u Španjolskoj. Razvio je genijalnu promidžbenu kampanju za svoj prvi film, osiguravajući trajnu prisutnost u specijaliziranim filmskim medijima. Film je nadmašio visokobudžetne holivudske hitove kao što je Titanic.

### Nagrade
Film je osvojio nagrade Goya za najboljeg redatelja debitanta (Santiago Segura) i najboljeg sporednog glumca (Tony Leblanc).

## Serijal filmova Torrente
- Torrente – glupa ruka pravde (1998.)
- Torrente 2: Misija u Marbelli (2001.)
- Torrente 3: Zaštitnik (2005.)
- Torrente 4: Iza rešetaka (2011.)
- Torrente 5: Misija Eurovegas (2014.)

## Vanjske poveznice
- Torrente – glupa ruka pravde u internetskoj bazi filmova IMDb-a
- Torrente – glupa ruka pravde  Arhivirana inačica izvorne stranice od 15. svibnja 2012. (Wayback Machine) na Filmski.net